# Herb Przemyśla
Herb Przemyśla – jeden z symboli miasta Przemyśl w postaci herbu.

## Wygląd i symbolika
Herb przedstawia na błękitnej tarczy herbowej kroczącego niedźwiedzia brunatnego, a nad nim złoty równoramienny krzyż kawalerski. Nad tarczą znajduje się złota królewska korona otwarta, pod tarczą umieszczony jest napis Libera Regia Civitas (pol.: Wolne Królewskie Miasto). 